# Li Yumin
Dans ce nom chinois, le nom de famille, Li, précède le nom personnel Yumin.
Li Yumin (chinois : 李玉民 ; pinyin : Lǐ Yùmín) est un traducteur chinois. Il est connu pour avoir traduit en mandarin standard de nombreux classiques de la littérature française.

## Biographie
Né en 1938, Li Yumin étudie les langues occidentales à l'université de Pékin et, en 1963, fait partie du tout premier groupe d'étudiants chinois envoyés en France. Il étudie alors la littérature française à l'université de Rennes, et l'enseignera plus tard à l'université normale de la capitale,.

## Traductions
Li Yumin est toujours actif en 2021 à l'âge de 82 ans et a traduit depuis 1980 environ 100 ouvrages français. Pour environ la moitié des livres en question, sa traduction est la première à avoir été publiée en chinois. Parmi les œuvres qu'il a traduit, on trouve :
- Alexandre Dumas : Le Comte de Monte-Cristo, Les Trois Mousquetaires
- Victor Hugo : Les Misérables
- Guillaume Apollinaire : Alcools
- Madame de La Fayette : La Princesse de Clèves
- Paul Éluard : une sélection de poèmes
- Prosper Mérimée : Carmen
- Albert Camus : La Peste